# منتخب ليبيا لكرة الريشة
منتخب ليبيا لكرة الريشة هو ممثل ليبيا الرسمي في المنافسات الدولية في كرة الريشة.

## تشكيلة المنتخب

### قائمة اللاعبين
رجال
- عبد الهادي الترهوني
- عبد الملك أزغداني
- حمزة اطاول

النساء
- زهور السعيدي
- عبد الملك ج ز سوكني
- راند جي زد سوكني